# Grossularia purpusii
Grossularia purpusii là một loài thực vật có hoa trong họ Grossulariaceae. Loài này được (Koehne ex Blank.) Rydb. miêu tả khoa học đầu tiên năm 1917.